# Hồng hạc
Hồng hạc là tên chỉ các loài chim lội nước thuộc họ Phoenicopteridae, bộ Phoenicopteriformes. Chúng sống ở cả Tây bán cầu và Đông bán cầu, nhưng sống ở Tây bán cầu nhiều hơn. Có 4 loài sống ở châu Mỹ và 2 loài sống ở Cựu Thế giới. Phân loại Sibley-Ahlquist trong thập niên 1990 đã xếp hồng hạc vào bộ Hạc (Ciconiiformes) thay vì bộ Hồng hạc (Phoenicopteriformes). Chim hồng hạc có đặc điểm đặc biệt là thích đứng một chân đã làm nhiều nhà khoa học khó hiểu. Sau khi nghiên cứu một số nhà khoa học đoán hồng hạc đứng một chân để giữ sức và lưu thông máu tốt hơn.

## Phân loại

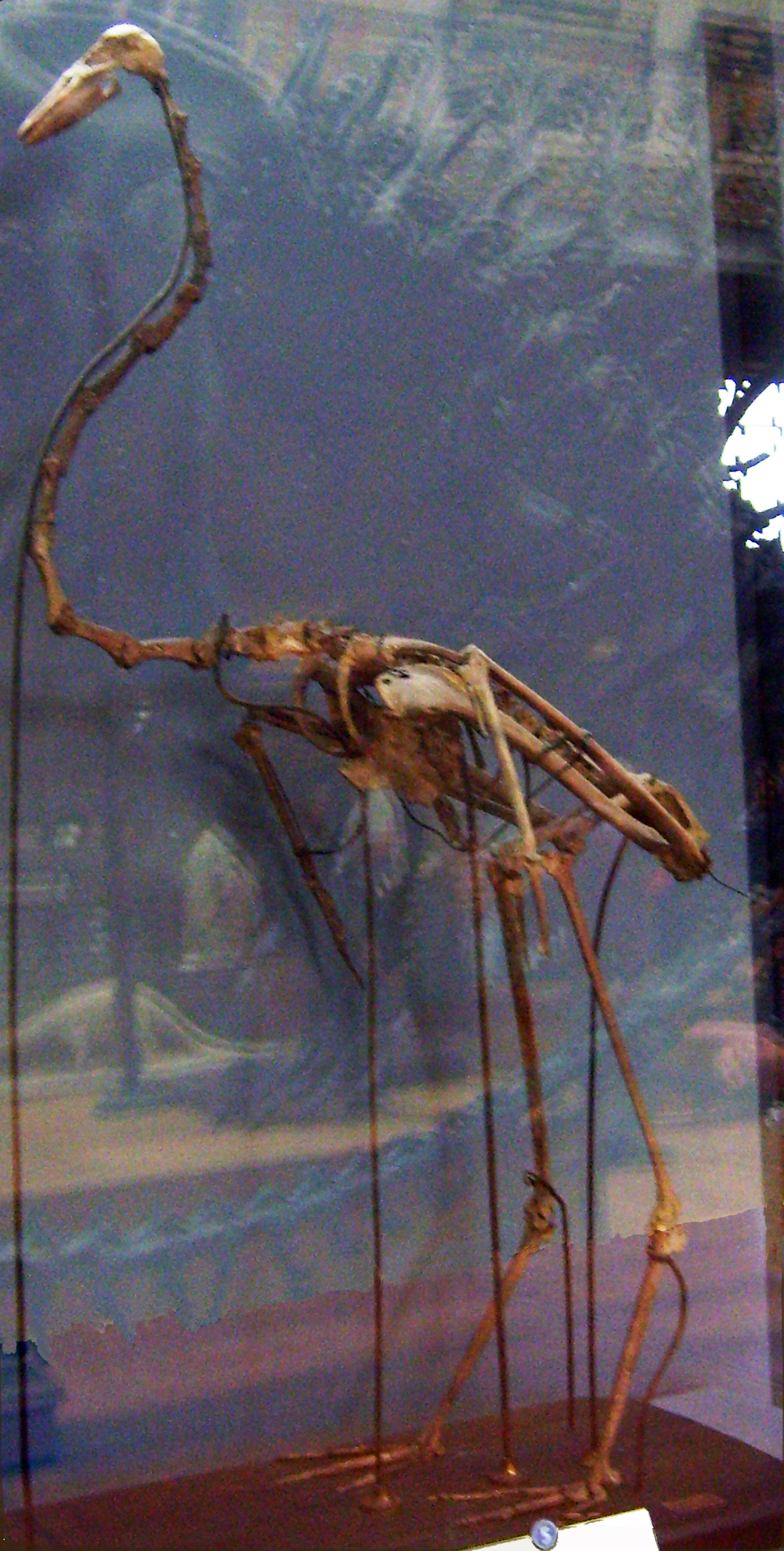
Palaelodus ambiguus

Có 2 cách tiếp cận trong phân loại các loài hồng hạc. Cách thứ nhất là gộp tất cả chúng vào chi Phoenicopterus. Cách thứ hai là tách chúng ra thành 3 chi riêng biệt. Hiện tại IOC và BirdLife International sử dụng cách tiếp cận thứ hai.
- Chi Phoenicopterus L., 1758
  - Hồng hạc lớn (Phoenicopterus roseus)
  - Hồng hạc Mỹ (Phoenicopterus ruber)
  - Hồng hạc Chile (Phoenicopterus chilensis)
- Chi Phoeniconaias G. R. Gray, 1869
  - Hồng hạc nhỏ (Phoeniconaias minor)
- Chi Phoenicoparrus Bonaparte, 1856
  - Hồng hạc Andes (Phoenicoparrus andinus)
  - Hồng hạc James (Phoenicoparrus jamesi)

### Phát sinh chủng loài
Các loài còn tồn tại:

|  | P. chilensis (Hồng hạc Chile)                                                       |
|  |                                                                                     |
|  | \| \| P. roseus (Hồng hạc lớn) \| \| \| \| \| \| P. ruber (Hồng hạc Mỹ) \| \| \| \| |
|  |                                                                                     |
|  | P. roseus (Hồng hạc lớn)                                                            |
|  |                                                                                     |
|  | P. ruber (Hồng hạc Mỹ)                                                              |
|  |                                                                                     |

|  | P. roseus (Hồng hạc lớn) |
|  |                          |
|  | P. ruber (Hồng hạc Mỹ)   |
|  |                          |

|                | Phoeniconaias minor (Hồng hạc nhỏ)                                                         |
|                |                                                                                            |
| Phoenicoparrus | \| \| P. andinus (Hồng hạc Andes) \| \| \| \| \| \| P. jamesi (Hồng hạc James) \| \| \| \| |
|                | \| \| P. andinus (Hồng hạc Andes) \| \| \| \| \| \| P. jamesi (Hồng hạc James) \| \| \| \| |
|                | P. andinus (Hồng hạc Andes)                                                                |
|                |                                                                                            |
|                | P. jamesi (Hồng hạc James)                                                                 |
|                |                                                                                            |

|  | P. andinus (Hồng hạc Andes) |
|  |                             |
|  | P. jamesi (Hồng hạc James)  |
|  |                             |

|  | P. chilensis (Hồng hạc Chile)                                                       |
|  |                                                                                     |
|  | \| \| P. roseus (Hồng hạc lớn) \| \| \| \| \| \| P. ruber (Hồng hạc Mỹ) \| \| \| \| |
|  |                                                                                     |
|  | P. roseus (Hồng hạc lớn)                                                            |
|  |                                                                                     |
|  | P. ruber (Hồng hạc Mỹ)                                                              |
|  |                                                                                     |

|  | P. roseus (Hồng hạc lớn) |
|  |                          |
|  | P. ruber (Hồng hạc Mỹ)   |
|  |                          |

|                | Phoeniconaias minor (Hồng hạc nhỏ)                                                         |
|                |                                                                                            |
| Phoenicoparrus | \| \| P. andinus (Hồng hạc Andes) \| \| \| \| \| \| P. jamesi (Hồng hạc James) \| \| \| \| |
|                | \| \| P. andinus (Hồng hạc Andes) \| \| \| \| \| \| P. jamesi (Hồng hạc James) \| \| \| \| |
|                | P. andinus (Hồng hạc Andes)                                                                |
|                |                                                                                            |
|                | P. jamesi (Hồng hạc James)                                                                 |
|                |                                                                                            |

|  | P. andinus (Hồng hạc Andes) |
|  |                             |
|  | P. jamesi (Hồng hạc James)  |
|  |                             |

## Hình ảnh

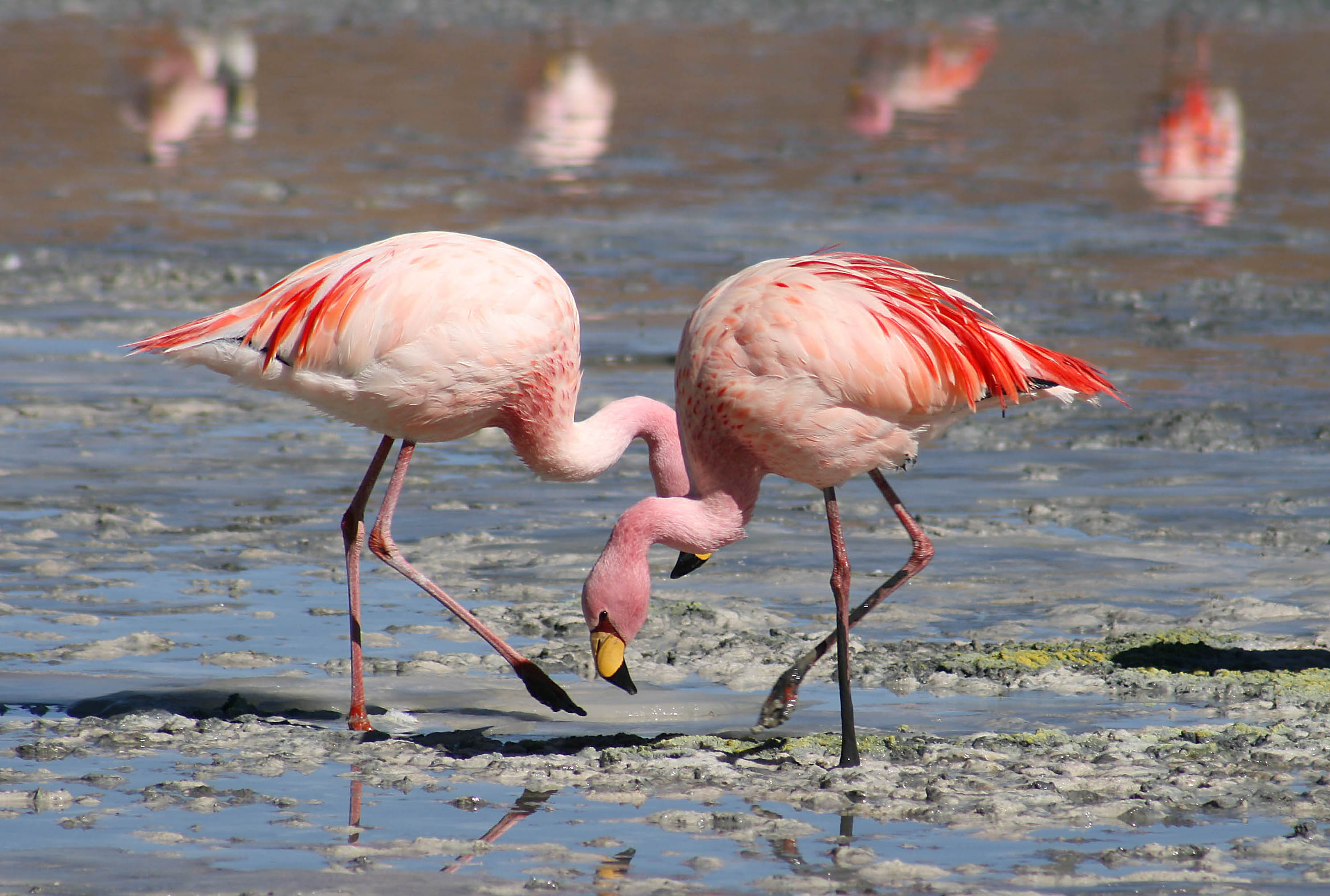
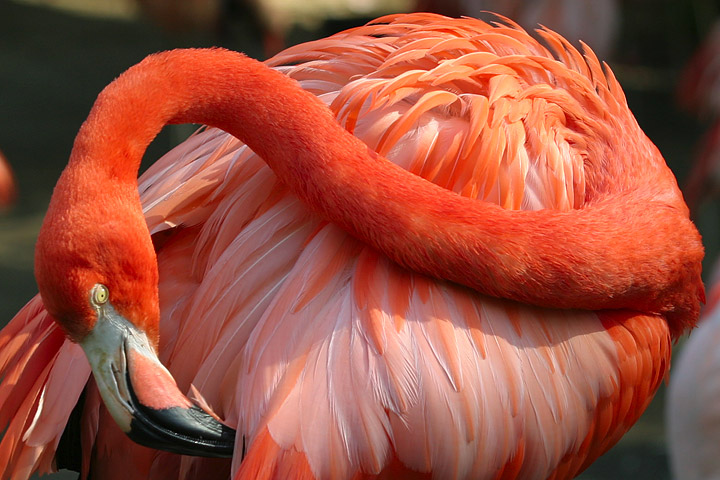
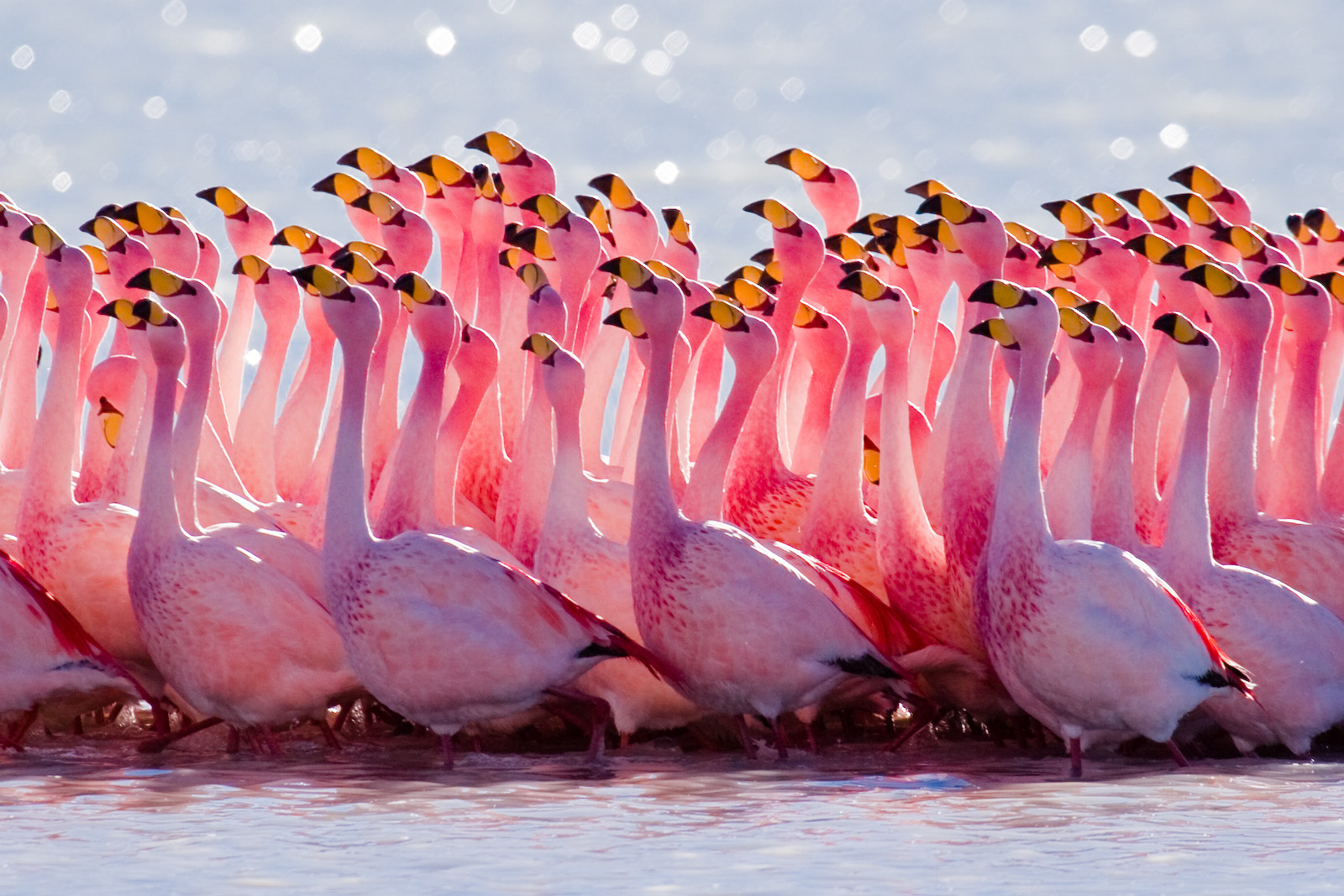
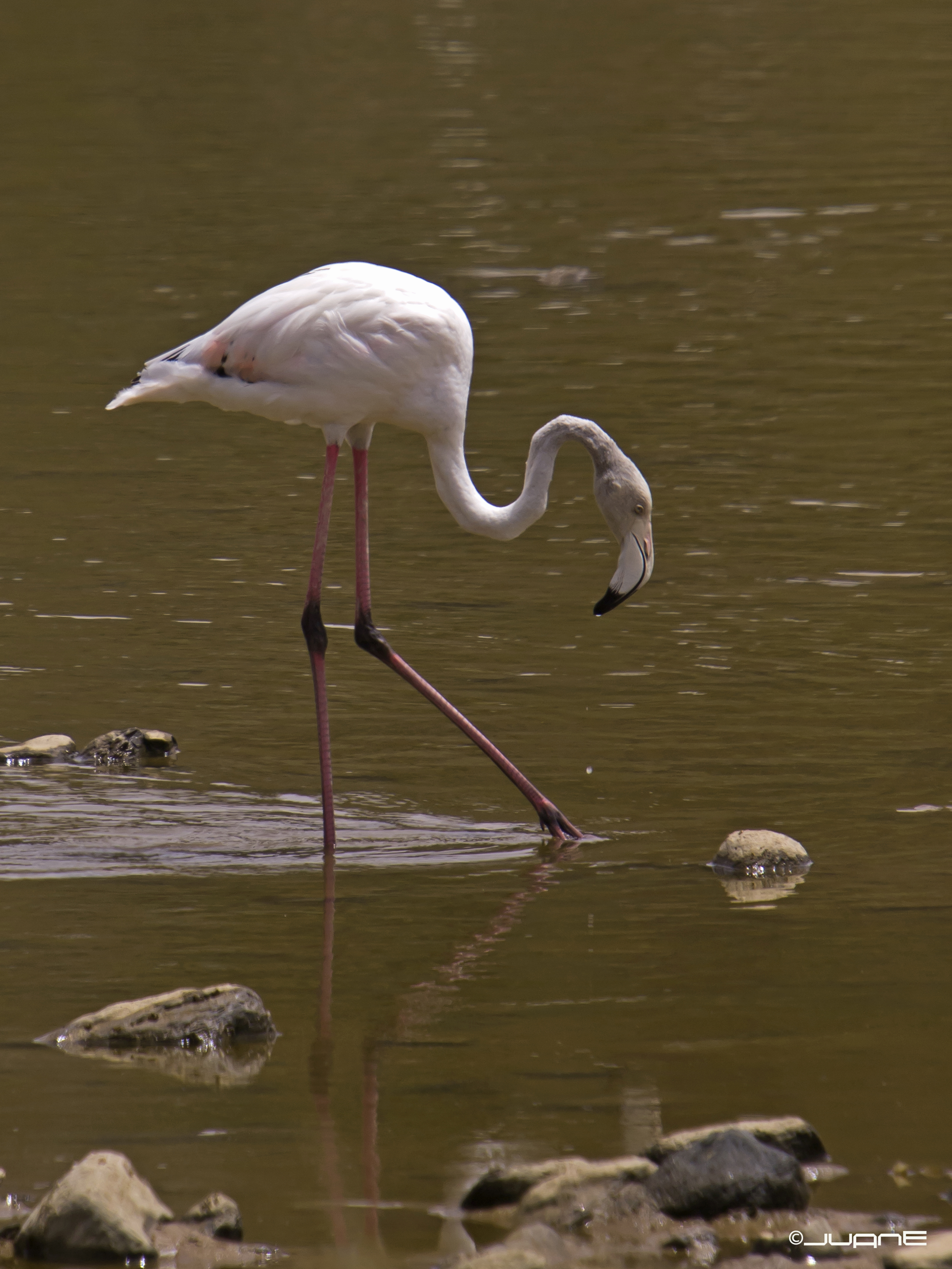